# Nuno Claro
Pour les articles homonymes, voir Claro (homonymie), Simões (homonymie) et Coimbra (homonymie).
Nuno Claro Simões Coimbra, dit Nuno Claro, est un footballeur portugais né le 7 janvier 1977 à Tondela. Il évolue au poste de gardien de but.

## Biographie
Nuno Claro joue principalement en faveur du Gondomar SC, du Moreirense FC, et du club roumain du CFR 1907 Cluj.
Avec Cluj, il est sacré champion de Roumanie à deux reprises et il remporte trois coupes de Roumanie.

## Palmarès
- Champion de Roumanie en 2008 et 2010 avec le CFR 1907 Cluj
- Vainqueur de la Coupe de Roumanie en 2008, 2009 et 2010 avec le CFR 1907 Cluj
- Vainqueur de la Supercoupe de Roumanie en 2009 et 2010 avec le CFR 1907 Cluj